# カミヤ春佳
カミヤ 春佳（かみや はるか、5月1日 - ）は、日本の女性声優。愛知県出身。

## 人物
1998年頃からコミュニティ放送局で活動し、自作ラジオドラマを200作品以上放送していた。所属はウイットプロモーション、ぷろだくしょんバオバブ（2011年1月まで）。フリーアナウンサー・クラブ附属放送タレント塾21期生。

## 出演作品

### テレビアニメ
- 銀魂（伊東鴨太郎の母、外道丸の母）
- スティッチ! 〜いたずらエイリアンの大冒険〜（骨なし妖怪ドリフ）
- やっとかめ探偵団（辻本留美）
- ドラえもん（五郎の母）
- ヤッターマン（第2作）（2008年）（レポーター、キャスター、主婦）
- 黒執事II（廃村の女性）
- あたしンち（車内アナウンス、司会者、歯科助手、客、クラスメート 他）

### ラジオ
- ゲド戦記公開スペシャル・コンポーザー寺島民哉（CS）
- 演劇情報たけがき2（FM西東京）

### ゲーム
- 決めろ!! ヒーロー学園（白鳥響子）
- マナケミア～学園の錬金術師たち～（生徒）

### その他
- We❤スリング（ナレーション）
- すくすく子育て（アイデアのムシくん）
- 日本歯科医師会（よぼうさん）